# 샹 청
샹 청 (Shang Tsung) (중국어: 尚宗, 한어 병음: Shàng Zōng, 웨이드-자일스: Shang4 Tsung1)는 미드웨이 게임스와 네더레름 스튜디오가 제작한 모탈 컴뱃 격투 게임 프랜차이즈에 등장하는 가공의 인물이다. 그는 1992년 오리지널 게임의 최종 보스로 데뷔했고 프랜차이즈의 주요 악당들 중 하나로 남아 있다. 강력한 마법사로, 그는 주로 다른 캐릭터로 변신하고 패배한 전사들의 영혼을 흡수하는 능력에 의해 정의된다. 상종은 보통 사오칸 황제와 소림 승려 류강의 가장 큰 적으로 묘사된다. 그는 또한 모탈 콤바트의 주요 악당으로도 출연했다. 2002년 콴치와 함께 치명적인 동맹, 2020년 모탈 컴뱃 11: 애프터펙트 (2020년)와 함께 치명적인 동맹이 되었다.
이 캐릭터는 1995년 영화 각색, 2021년 영화 각색 등 게임 외 다양한 매체에 등장했다. 그는 그의 디자인, 능력, 그리고 시리즈에서의 역할로 긍정적인 평가를 받았다.

## 외관

### 모탈 컴뱃 게임
첫 번째 인간 콤바트 만화에 따르면, 상종은 그의 신들로부터 빠르게 늙고 일찍 죽는 것을 막기 위해 영혼을 훔치는 저주를 받았다고 한다. 하지만, 영혼을 훔치는 것은 그가 희생자들의 지식과 싸움 기술도 흡수할 수 있게 해주었다. 그는 모탈 컴뱃 토너먼트에 참가하여 모든 대회를 이겨내고 그랜드 챔피언이 되었다. 우승 후, 그는 토너먼트의 코디네이터가 되었고, 샤오칸이 지구를 정복할 수 있도록 9개의 토너먼트 동안 부당하게 아웃월드에 유리하게 기울였다. 그러나 그와 그의 제자이자 챔피언인 고로는 첫 번째 모탈 컴뱃 경기에서 소림사 승려 류강에게 패한다.
《모탈 컴뱃 2》에서 샤오칸은 상종의 젊음을 되찾고, 지구의 전사들을 아웃월드로 유인하여 자신에게 유리한 조건을 부여한다. 상종과 그의 주인이 패배하는 동안, 상종이 지구에 있는 샤오칸의 아내 신델을 부활시키는 동안, 이 음모는 단지 주의를 산만하게 할 뿐이다. 샤오칸은 지구와 아웃월드를 합병하고 수십억의 영혼을 노예로 삼는 그녀를 얻기 위해 차원적인 경계를 넘는다. 상종은 생존자를 추적하는 임무를 부여받지만, 다시 한번 리우 캥에게 패배한다.
모탈 컴뱃: 데들리 얼리언스 (Mortal Kombat: Deadly Alliance)에서 상종은 동료 마법사 취안치와 힘을 합쳐 용왕 오나가 불사군을 부활시켜 왕국을 정복한다. 그러나, 오나가 자신이 그의 군대를 되찾고 죽음에서 돌아오면서 그들의 계획은 틀어지게 된다. 레이든이 용왕을 물리치기 위한 최후의 노력으로 그의 경건한 정수를 풀어주자 상종도 함께 죽지만, 그는 선과 악의 마지막 전투를 앞두고 모탈 콤바트 아마겟돈에서 부활한다.
2011년 《모탈 컴뱃 리부트 게임》에서 플레이 가능한 캐릭터로 등장하며, 이 게임은 시리즈의 첫 세 타이틀의 리부트 역할을 한다. 이 새로운 타임라인에서, 그의 역할은 대부분 이 게임들과 일치한다. 하지만, 이야기가 끝나갈 무렵, 샤오칸은 상종의 영혼을 훔쳐서 신델에게 힘을 실어주기 위해 그녀를 보내 지구 방어자들을 죽인다.
샹 청은 머탈 컴뱃 X (2015)에 포함되지 않았지만, 어맥의 아케이드 엔딩에 등장하여 자신을 재건하기 위해 영혼을 훔치고, 어론 블랙이 지구전사를 암살하는 대가로 블랙의 노화 과정을 늦추는 플래시백에 등장한다.
샹 청은 DLC 캐릭터이자 DLC 스토리 확장 애프터펙트의 중심 캐릭터로 모탈 컴뱃 11에서 돌아온다. 게임의 스토리 모드에서, 그가 현재 버려진 섬은 그가 그곳에 저장해둔 수많은 영혼들을 놓고 대립하는 파벌들이 싸우는 여러 전투의 장소이다.  게임의 적수 크로니카는 오랜 기간 영혼을 축적해 시간을 다시 시작할 필요가 있을 때 영혼들을 동력원으로 사용할 수 있도록 그의 노력을 지지해왔다는 사실도 드러난다. 샹 청은 또한 크립트의 수호자로 등장하며 플레이어의 진행 상황을 이야기한다. 그의 비표준적인 아케이드 엔딩에서, 상종은 크로니카의 힘을 장악하고 무한한 타임라인에서 영혼을 훔치기 위해 어둠의 예술에 대한 지식을 사용했다. 그의 생존을 보장하기 위해, 그는 더 많은 영혼을 찾기 위해 티탄족을 조종했다. 여파에서 크로니카는 상종이 복수에 성공하자 공터에 가두었고, 그 동안 그는 복수를 위한 계획을 세웠다. 그녀가 죽은 후, 마법사는 불의 신 류강이 영혼의 왕관 없이 크로니카의 모래시계를 사용하는 것을 막기 위해 푸진, 나이트울프와 함께 나타났다. 유강이 자신의 버전을 파괴하자, 상종은 불의 신에게 자신과 복진, 그리고 나이트울프를 과거 버전의 왕위를 되찾기 위해 제때에 보내라고 설득했다. 과거에, 마법사는 그가 지구 왕국, 아웃월드, 크로니카의 군대로부터 거의 또는 전혀 반대 없이 왕위를 얻을 수 있도록 하기 위해 행사를 조직한다. 일단 그들이 모두 패배하자, 상종은 스스로 역사를 다시 시작하려 하지만, 유강이 크로니카에 대한 마법사의 승리를 확신하기 위해 사건을 조작했다는 것을 알게 된다. 불의 신은 그에게 왕위를 넘겨줄 것을 요구하지만, 상종은 거절하고 두 용사 사이에 최후의 전투가 벌어진다. 나쁜 결말에서, 상종은 류강을 물리치고 그의 경건한 힘을 흡수하여 모든 왕국을 정복한다. 좋은 결말에서, 그는 마법사를 존재에서 지운 리우 캥에게 패배한다.

#### 캐릭터 디자인 및 게임 플레이
샹 청 (원래 이름은 "상라오")은 무술 영화의 "중국 마법사" 원형에 바탕을 두고 있으며, 영화 "중국의 큰 문제"에 나오는 로판을 포함하지만 이에 국한되지 않는다. 그는 원래 캐릭터별 샹파탈리티의 개념 이전에 패전투사의 목을 매는 인물로 구상되었다. (다니엘 페시나는 샹 쫑의 "플라스틱 카타나"를 가지고 놀았던 것을 기억하며 검을 휘두르는 애니메이션은 게임 파일 안에 묻힐 수도 있다.) 후에 기타나로 발전한 "기쓰네"라는 이름의 컷 캐릭터는 "상라오의 공주 딸 - 토너먼트에서 우승한 승리의 스포티"로서 이야기에 들어맞을 예정이었는데, 그녀는 류캉에게 넘어간 후 아버지를 배신하게 된다. 원래 생각은 상종이 영혼을 팔아먹은 인간 반역자라는 것이었다. 모탈 컴뱃 아트 감독 헤르만 산체스는 시리즈가 진행되면서 쑹칭웨이의 "죄악스러운 왕위"의 분위기를 강조하기로 결정했다고 말했다.
샹 청의 디자인은 시리즈 내내 다양하다. 이 캐릭터의 초기 역사는 1992년 미드웨이에서 제작된 MK게임 원작 만화에서 설명되었는데, 이 만화에서 그는 500여 년 전 당시 소림 토너먼트의 우승자였지만, 그는 어쩔 수 없이 저주에 걸렸다. 젊음을 유지하기 위해 패배한 적들의 영혼을 삼킨다. 이 책은 시든 노인에게 일찍 늙게 된 이유로 "신들을 달래지 못한 것"을 들었지만, 샤오칸이 다음 MK투어를 위해 류강과 그의 동료 지구 전사들을 바깥세상으로 유인함으로써 상종의 젊음과 힘을 회복시킨 모탈 콤바트 2세에서는 눈에 띄게 젊어졌다.  속편에서 그의 배우는 원작의 박호성으로부터 돌면서 필립 안으로 바뀌었다.
1993년 게임프로 매거진에 따르면 MKII 버전의 샹쫑은 19세였고, 이 게임에 대한 기사에는 실제로 비디오 게임에 등장한 적이 없는 비틀린 악마인 쫑의 "진정한 형태"의 모탈 컴뱃 공동 제작자 존 토바이어스의 대략적인 스케치도 포함되어 있었다. 토바이어스는 샹 청의 긴 머리가 모탈 컴뱃 3에서 느슨하게 늘어져 있기를 원했지만, 쫑즈가 점프할 때마다 퍼덕거리는 잠재적인 문제들로 인해 다시 포니테일로 묶이는 결과를 낳았다. 1994년, 샹쫑의 성이 어떻게 발음되는지에 대한 플레이어들의 질문에 대해, 샹쫑의 이름을 정확하게 발음하는 방법은 아무도 없다고 밝혔다.
오리지널 모탈 컴뱃 게임에서 샹 쫑은 컴퓨터로 조종되는 보스로, 불타는 두개골 발사체를 발사하고 다른 캐릭터로 마음대로 변신할 수 있다. 게임용 아케이드 머신에 그의 이미지를 저장할 메모리가 남아있지 않았기 때문에 캐릭터는 원래 기술적 한계로 인해 모핑 능력을 부여받았다. 플레이어 캐릭터로서, 그는 변신 능력을 유지하지만, 플레이어 캐릭터로만 변신할 수 있다. 그의 두개골 발사체의 다용도 또한 확장되어 있는데, 그는 상대의 위나 아래에서 두개골을 소환할 수 있을 뿐만 아니라 손에서 여러 개의 두개골을 쏠 수 있다. 송혜교의 형태 변환은 데스널 얼라이언스, 디셉션, 아마겟돈, 모탈 컴뱃 대 모탈 컴뱃에서 대부분 사용되지 않았다. DC 유니버스. Ed Boon은 이것이 충분한 기억력의 부족 때문이라고 설명했다.2011년 게임으로 돌아오지만, 그 용도는 더 제한적이다; 플레이어가 조종하는 상종은 현재의 상대와 변신할 수 밖에 없다. 《모탈 컴뱃 11》에서는 상종이 현재의 상대와 변신하는 것 외에도 여러 닌자 캐릭터(에르맥, 비, 파충류, 연기)로 변신하여 특별한 동작을 할 수 있다. 그는 또한 자신의 원래 이름인 상라오(Shang Lao)를 자기 자신에 대한 인트로 대화에서 언급하기도 한다.

### 다른 미디어
샹 청은 말리부 코믹스의 블러드 앤 썬더 미니시리즈 1편에서 주인공 역할을 맡았는데, 그의 뒷이야기는 샤오칸을 섬기는 노인이 10연승을 통해 포털을 여는 데 거의 변화가 없었다. 그와 레이든은 보통 언어폭력으로 끝나거나 싸움을 벌이는 등 씁쓸한 관계를 유지하고 있다. 샹 청이 열 번째 대회를 개최하는 동안, 그는 비밀리에 7개의 수수께끼를 푸는 사람에게 엄청난 힘을 주는 신비한 책인 도택잔의 힘을 얻으려고 계획했다. 샹 청과 레이든은 고로가 책의 권력을 잡은 후 힘을 합쳐 저지한다. 고로는 그런 힘을 가지고 믿을 수 없기 때문이다. 배틀웨이브 미니시리즈에서 상종이 자신의 계획이 무산되고 고로와 함께 류캉의 손에 패한 후 대회를 재개했음을 암시한다. 그는 1호 첫 페이지에서 샤오칸, 킨타로, 그리고 고로의 아버지 고르박에 의해 쫓기고 처벌받는 것으로 보인다. 비록 샤오칸이 그를 벌주었겠지만, 그는 나중에 5호 마지막 페이지에 완전히 활기를 되찾았고 여전히 샤오칸의 노비 아래 등장한다. 샹쫑은 이후 샤오칸이 시리즈 마지막 판인 토너먼트 II에서 준비한 토너먼트에서 팀의 리더로 활동했다. 샹쫑의 마지막 출연은 1995년 쿵 라오 원샷 코믹에서 상대역으로 등장하며, 그의 형태변환 능력을 이용한 기만적인 속임수를 통해 쿵 라오를 죽이려고 시도한다.
```
샹 청은 모탈 컴뱃의 적수로, 캐리 히로유키 타가와가 연기한다. 그는 대회 결과를 조작하기 위해 이따금씩 협박과 속임수에 의존한다. 그는 마지막 전투에서 류강에게 패배하고 죽는다. 이 영화의 공식 잡지는 상종이 소냐 블레이드를 납치한 것을 그를 왕비로 삼으려는 의도라고 설명한다.
```

샹 청은 또한 애니메이션 영화 '모탈 컴뱃'의 악당이다. Journey Begins, 짐 커밍스 목소리. 이 버전에서 그는 전투 중 상대의 생각을 읽는 능력(게임 시리즈에는 없었던 능력)을 가지고 있어 상대의 가장 큰 약점을 이용하기 위해 상대의 공격을 예측하고 자신의 전략을 조정할 수 있는 것으로 그려진다.
샹 쫑은 애니메이션 시리즈 《모탈 컴뱃》의 여러 에피소드에 출연했다. '영국의 수호자' 닐 로스가 목소리를 냈어요 DC 코믹스가 출판한 2015년 모탈 컴뱃 X 프리퀄 만화에서 그의 섬은 레이코와 하빅이 죽은 후 그의 섬을 점령한 것으로 묘사된다.
《모탈 컴뱃: 콘퀘스트 TV 시리즈》에서, 샹 종은 브루스 로크에 의해 모탈 컴뱃에서 그를 물리친 대 쿵 라오에게 복수를 하고 싶어하는 마법사로 그려졌다. 대부분의 시리즈에서 그는 모탈 콤바트 토너먼트에서 실패하여 샤오칸의 코발트 광산에 갇히게 된다. 광산에 있는 동안, 그는 크리얀 공주 보르팍스를 자신의 노예로 삼고, 그녀가 어머니의 힘을 받을 때까지 그녀를 학대한다.
샹 청은 단편 영화 '죽음의 콤바트'에 잠깐 등장한다. 재탄생은 제임스 루가 연기했으며, 웹 시리즈 모탈 컴뱃의 3번째 에피소드에서 다음과 같다. 존슨팬이 연기한 레거시. 타가와는 두 번째 시즌의 첫 번째 영화에서 자신의 역할을 다시 맡았다.샹 청은 애니메이션 영화 모탈 컴뱃 레전드: 스콜피온의 복수 그리고 속편 모탈 컴뱃 레전드: 배틀 오브 더 레름스에 출연한다.
친한은 2021년 리부트 영화 '모탈 컴뱃'에서 상종을 연기했다.

## 접수처

### 문화적 영향
샹 청은 2014년 코미디 센트럴이 제작하고 "전투 스타일의 토너먼트"라는 제목의 모탈 컴뱃을 패러디한 애니메이션 단편 영화에 레이든, 에르맥, 잭스, 스콜피온과 함께 출연했다. 그는 "야오 장"으로 개명되었고, 비밀 지하 토너먼트의 진행자였으며, 대회의 다른 참가자들이 나타나지 않은 후 "아이언 쇼군" (스콜피온)이 등장하는 경기가 잘못되면 중단되었다. 아이언 쇼군은 자신도 모르게 경기장에 들어온 피자 배달원을 살해하면서 결국 대회 우승자로 선언된다. 상종은 바비 제닝스가 연기한 2012년 더 짜증나는 오렌지 에피소드에 출연했다.

### 임계 반응
그 캐릭터는 긍정적인 평가를 받았다. 샹쫑은 게임데일리가 2009년 발표한 '역대 악마의 달인' 순위에서 17위에 올랐는데, 이 순위에서 자신의 공격 스타일과 골에 주목하면서 '한 꼬인 괴짜'라고 표현했다.같은 해 게임스레이더는 그를 절대 죽지 않을 최고의 악당들 중 한 명으로 선정했다. 그는 또한 게임스 레이더의 가장 오해받는 비디오 게임 악당들 중 6위에 올랐다. 게임스 레이더는 또한 모탈 콤바트 2에서 킨타로 변신하는 그의 페이탈리티를 "모탈 콤바트에 관한 10가지 가장 위대한 것" 중 하나로 꼽았다. 2010년 IGN의 비디오 게임 악역 순위에서 97위에 올랐으며, "상종의 사악한 힘과 잔혹한 방법을 고려할 때, 이 시리즈의 악역으로서의 그의 지위는 충분히 가치가 있다"는 평을 남겼다.
그는 또한 전투 중에 다른 파이터로 변신하는 능력으로 게임 레볼루션의 최고 올드 스쿨 모탈 컴뱃 캐릭터 목록에서 3위에 올랐다. 게임 랜트는 "가장 멋진" 모탈 컴뱃 캐릭터 목록에서 샹 쫑을 5위로 선정하며, 다른 캐릭터로 변신하는 그의 능력을 칭찬하고 "상 쫑의 독특한 특수 공격 무기에도 불구하고, 이 캐릭터는 여전히 경험 많은 플레이어들에게 상대방을 파견하는 스타일리시한 방법을 제공한다"고 덧붙였다. 2011년 게임프론트는 MK2011에서 그의 콧수염을 비디오 게임에서 4번째로 좋은 콧수염으로 선정했다. 2012년 UGO의 모탈 컴뱃 캐릭터 목록에서 샹 청은 15위를 차지했다. 컴플렉스는 이 "냉혈의 거장"을 2012년 게임에서 가장 위대한 마법사 목록의 맨 위에 올려놓고 그를 "지금까지 가장 멋진 비디오 게임 마법사"라고 불렀다. 2013년 모탈 컴뱃에서 가장 잔인한 파이터로 선정되었다. 2013년, 콤플렉스는 킨타로로의 변신, MK3의 "Soul Purge"를 시리즈 최고의 마무리 동작으로 포함시켰다.